# المنتفجيات
المنتفجيات منطقة عراقية في جنوب غرب قضاء السلمان في محافظة المثنى في صحراء الحجرة بالبادية العراقية بجنوب العراق. وهي فيضة مساحتها 1.36 كيلومتر مربع.